# Rafael del Riego

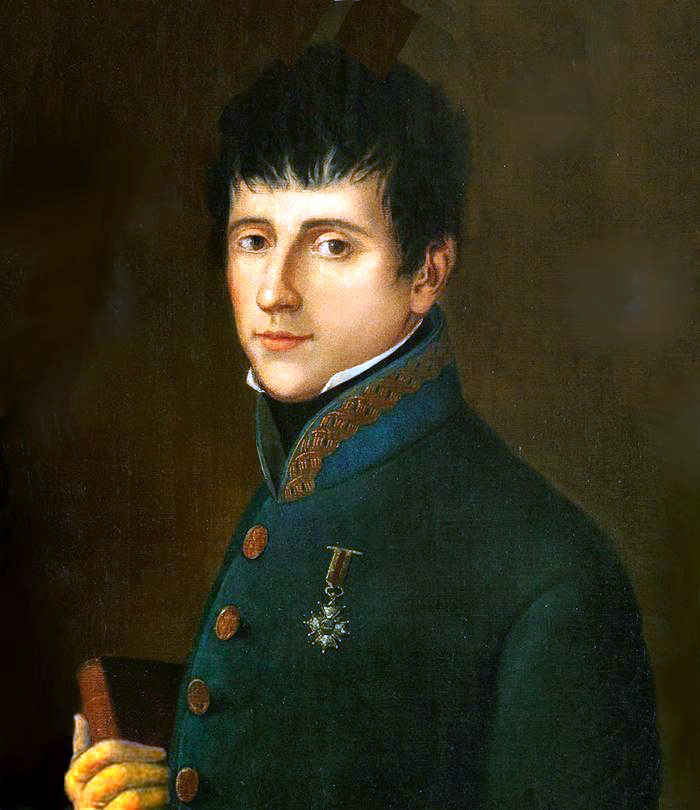
Rafael Riego

Rafael del Riego y Flórez (* 9. April 1784 oder 24. November 1785, evtl. auch 24. Oktober 1785, in Tuña Asturien; † 7. November 1823 in Madrid) war ein spanischer Revolutionär.

## Leben

### Anfänge der Karriere
Del Riego stammte aus einer verarmten asturischen Adelsfamilie; sein Vater zog bald nach der Geburt Rafaels nach Oviedo, wo er den Posten eines Poststellenleiters übernahm. Rafael genoss eine private Erziehung und kam 1807 nach Madrid, wo er in das Garderegiment des spanischen Königs eintrat. Nachdem Napoleon I. im Frühjahr 1808 Spanien besetzt hatte, brach am 1. März 1808 in Madrid ein antifranzösischer Aufstand aus, der zum Fanal für ähnliche Aufstände im ganzen Königreich wurde.
Del Riego schloss sich dieser Bewegung an. Da die königliche Garde von den Franzosen für aufgelöst erklärt und ihre Mitglieder verhaftet wurden, floh er nach Oviedo, wo er sich im Rang eines Hauptmanns den Truppen des Generals Vicente María de Acevedo anschloss. Nachdem in der verlustreichen Schlacht bei Espinosa de los Monteros die spanischen Truppen von Napoleon vernichtend geschlagen worden waren, geriet Riego zusammen mit mehreren Dutzend anderer Offiziere in französische Gefangenschaft. Dort kam er mit den Ideen der Revolution in Berührung. 1814 gelang del Riego eine Flucht über die Schweizer Grenze zuerst nach Deutschland und dann nach Plymouth. Von dort kehrte er im Februar 1815 nach Spanien zurück, wo er mit einer goldenen Tapferkeitsmedaille geehrt wurde.

### Die Spanische Revolution
Von 1815 bis Anfang 1817 diente er als Garnisonskommandant im Rang eines Brigademajors in der Stadt Logroño, wurde dann aber einem der Regimenter zugeteilt, die im Zuge der Politik des Königs Ferdinand VII. nach Lateinamerika verschifft werden sollten, um dort gegen die revolutionäre Bewegung des Simón Bolívar zu kämpfen. Während sein Regiment in Las Cabezas de San Juan auf die Einschiffung nach Amerika wartete, bildete sich eine Gruppe von hohen Offizieren, die eine Verschwörung gegen die spanische Krone vorbereitete. Ein erster Plan wurde 1819 aufgedeckt. Angeführt wurde diese Gruppe von Mitgliedern einer Freimaurerloge, zu der unter anderen der königliche Diplomat Galiano und der liberale Politiker Graf Isturis zählten. Gemäß dem gemeinsamen Plan erhob sich del Riegos Bataillon am 1. Januar 1820 zu einem Aufstand, der die Spanische Revolution auslöste. Von Las Cabezas de San Juan, wo er die Verfassung ausrief, zog er mit den Aufständischen weiter nach Arcos de la Frontera. Die nächtliche Einnahme der Stadt gelang ohne die erst später eintreffende Verstärkung aus Sevilla. Mehrere Generäle wurden festgenommen und in der Festung Sancti Petri auf der Isla de Leon interniert.
Dank seiner enormen Überzeugungskraft gelang es del Riego auf seinem Marsch nach Cádiz mehrere Regimenter auf seine Seite zu ziehen, sodass er bereits am 6. Januar den Oberbefehlshaber der südlichen Armee, General Félix María Calleja del Rey, gefangen nehmen konnte. Dies diente als Signal an die anderen Aufständischen, sodass bereits Ende Januar der gesamte Süden Spaniens gegen die königliche Macht rebellierte. Die Aufständischen marschierten in Richtung Hauptstadt, ohne auf nennenswerten Widerstand zu stoßen, und nahmen mehrere Städte kampflos ein. Nachdem am 7. März in Madrid ein Volksaufstand ausbrach, sah Ferdinand VII. sich zwei Tage später dazu gezwungen, die Verfassung von 1812 wiederherzustellen und die Cortes einzuberufen. Als wenige Tage danach die neue Regierung, die den Namen Junta Provisional Gubernativa bekam, vereidigt wurde, erklärte man Spanien zur konstitutionellen Monarchie. Nach dem Sieg der Revolution avancierte del Riego zum Feldmarschall und Generalkapitän von Aragonien; gleichzeitig wurde er Oberbefehlshaber der 2. Revolutionsarmee, die in Sevilla einquartiert wurde.

### Auf dem Höhepunkt der Macht
Riego befand sich auf dem Höhepunkt der Popularität, was die neue Regierung sehr beunruhigte. Aus Angst vor einem neuen Aufstand ernannten die Cortes ihn am 2. August 1820 zum Militärgouverneur (Generalkapitän) der Region Galicien. Als Riego wenige Wochen später nach Madrid kam, um die Ernennungsurkunde entgegenzunehmen, provozierte sein Auftreten eine Sympathiekundgebung der linken Teile der Madrider Bevölkerung, die große Besorgnis der Regierung und des Königs hervorrief. Um dem Vorwurf einer möglichen Militärdiktatur vorzubeugen, trat Riego am 20. September 1820 von all seinen Ämtern zurück. Am gleichen Tag beschlossen die Cortes die Demobilisierung der Revolutionsarmeen und die Verbannung Riegos nach Asturien. Allerdings wurde er bereits im November 1820 von der neuen Regierung zum Generalkapitän von Aragon ernannt. Dieser neue Aufstieg dauerte weniger als ein Jahr. Nach einer neuen politischen Rochade in Madrid wurde Riego, der eine ungebrochene Popularität unter großen Teilen des Offizierskorps genoss, Ende August 1821 in den einstweiligen Ruhestand versetzt.
Riego schrieb mehrere Briefe an Ferdinand VII., in denen er versuchte, seine Treue zur Verfassung nachzuweisen, bekam allerdings keine Antwort und zog sich daraufhin in die ländliche Provinz zurück. In dieser Zeit heiratete er seine Cousine Tereza.
1822 wurde del Riego Mitglied der Cortes als Abgeordneter von Asturien. Auf ihrer ersten Sitzung wählten die Deputierten ihn zum Ehrenpräsidenten des Parlaments. Während der nächsten Monate erreichte er den Zenit seiner Popularität: Ihm wurde ein Denkmal in der Stadt Las Cabesas de San Juan errichtet und er wurde zum Ehrenkommandeur einer Eliteeinheit der Militärgarde ernannt. Nach der Niederschlagung einer royalistischen Revolte in Madrid im Juli 1822 radikalisierte sich die Stimmung zusehends. Die neue spanische Regierung bestand nur aus Vertretern der sogenannten „Exaltados“, die eine Politik der unbedingten Vertiefung der politischen Reformen verfolgten und deren Ziele in der Abschaffung der Ständegesellschaft und in einer „echten“ Liberalisierung bestanden.

### Abstieg und Tod
Diese „Radikalisierung“ der spanischen Regierung führte dazu, dass die übrigen europäischen Monarchen, die befürchteten, im eigenen Land mit gleichen Forderungen konfrontiert zu werden, sich zu einer Intervention in Spanien entschlossen. Am 20. Oktober 1822 unterzeichneten Vertreter Russlands, Preußens, Österreichs und Frankreichs während des Kongresses von Verona ein entsprechendes Abkommen. Am 7. April 1823 marschierten die französischen Truppen unter dem Oberbefehl des Herzogs von Angoulême in Spanien ein. Die schlecht ausgerüstete und undisziplinierte spanische Armee konnte der Übermacht des französischen Expeditionscorps (ca. 70.000 Soldaten) nichts entgegensetzen. Nach der Flucht der Cortes aus Madrid und der Verhaftung des Königs Ferdinand VII. bildete sich ein sogenannter Regentschaftsrat, zu dessen Mitgliedern auch Riego gehörte. Als die Franzosen fast zwei Drittel Spaniens besetzt hatten, übernahm Riego den Oberbefehl über eine Freiwilligenarmee. Allerdings gelang es ihm nicht, die demoralisierten Soldaten zum Widerstand und Kampf „für das Vaterland“ zu mobilisieren. Nach einer vernichtenden Niederlage bei Jerez löste sich die spanische Armee faktisch auf. Riego versuchte in die englische Festung Gibraltar zu flüchten, wo sich bereits seine Familie befand. Auf dem Weg dorthin geriet er in die Hände der lokalen Bevölkerung, die aus Angst vor möglichen Repressalien ihn und seine Begleiter einer französischen Einheit übergab.
Zu diesem Zeitpunkt hatten die Royalisten bereits den Sieg errungen. Nach dem Fall von Cadiz im September 1823 ließ Ferdinand VII. die Verfassung von 1812 außer Kraft setzen und seine politischen Gegner verfolgen. Zwar gelang es den meisten von ihnen, sich ins Ausland abzusetzen oder ihre Begnadigung zu erreichen. Dies galt allerdings nicht für Riego, der nach Madrid gebracht und dort an die spanische Regierung ausgeliefert wurde. In einem Schnellprozess wurde er zum Tod verurteilt und am 7. November 1823 auf der Plazuela de la Cebada gehenkt (arrastrado). Diese Art der Todesstrafe, zu der nur einfache Leute verurteilt wurden, war als Erniedrigung Riegos gedacht – Hidalgos wurden sonst in Spanien mit der Garrota „ehrenvoll“ erwürgt. Sogar die Franzosen sollen dagegen protestiert, der Herzog von Angoulême Madrid für die Zeit der Hinrichtung Riegos verlassen haben. Seine Frau, die seine Nichte war, floh nach London, wo sie sieben Monate später starb.

## Erinnerungskultur
Del Riego zu Ehren wurde 1820 vom Dichter und Revolutionär Ivorista San Miguel der Himno de Riego gedichtet, der noch bei späteren revolutionären Erhebungen gesungen wurde und in der Zweiten Republik zur spanischen Nationalhymne erhoben wurde.
Bereits ein Jahr nach dem Tod Riegos wurde in Philadelphia ein Theaterstück von Fernando Mejia uraufgeführt, in dem Riego als „Märtyrer der Freiheit“ und „Sinnbild des Kampfes gegen die Tyrannen“ dargestellt wurde. Dies traf den Nerv des amerikanischen Publikums und wurde zum Anfang der Heroisierung der Persönlichkeit Riegos. Bereits nach wenigen Jahren wurde er zum Symbol der gescheiterten spanischen Revolution und in dieser Funktion in ganz Europa bekannt.
Riego wurde zum Mythos […], zur historischen Persönlichkeit, die in der Vorstellung vieler Spanier ihre reellen Züge aufgab. Riego wurde zur Hymne für Riego (José Comellas. Los primeros pronunciamientos en España. Madrid, 1958, S. 324.)